# Баллабан Яків
Я́ків Баллаба́н (пол. Jakub Bałłaban, 1861, м. Бережани — рік і місце смерті невідомі) — український архітектор.

## Біографія
1887 року закінчив архітектурний факультет Львівської політехніки. Протягом 1890—1914 років працював у Львові. У 1892—1909 роках член Політехнічного товариства у Львові. У 1895—1900 роках входив до правління товариства. Проєктував у формах неоренесансу і необароко. Від 1898 до 1901 року разом зі скульптором Людвіком Тировичем керував фірмою, що спеціалізувалась на виготовленні скульптури. Майстерні розташовувались у Львові на вулиці Пекарській, 95 і на нинішній вулиці Франка, 43. 1906 року входив до складу журі конкурсу проєктів будинку Політехнічного товариства у Львові (1905).

## Доробок
Реалізовані проєкти у Львові:
- Прибутковий будинок на вулиці Франка, 98 (1893).
- Споруди на Галицькій крайовій виставці (1894, спільно із Володимиром Підгородецьким)[4]. Керівництво спорудженням водонапірної вежі там же (спільно з Володимиром Підгородецьким, проект Юліана Захаревича і Міхала Лужецького)[5].
- Прибутковий будинок Дідушицьких на вулиці Лисенка, 17 у Львові (1895, спільно з Володимиром Підгородецьким)[6].
- Прибутковий будинок на вулиці Франка, 43 (1898 скульптурний декор Броніслава Солтиса).
- Прибутковий будинок на проспекті Шевченка, 28 (1898 скульптурний декор Броніслава Солтиса).
- Прибутковий будинок на вулиці Скельній, 5 (1898).
- Ремонт фасаду домініканського костелу у Львові. Виконаний спільно з Людвіком Тировичем. Тривав від 1895 року до, ймовірно, 1899[7].
- Керівництво реконструкцією інтер'єрів Скарбківського театру на замовлення Леопольда Літинського (1902)[8].

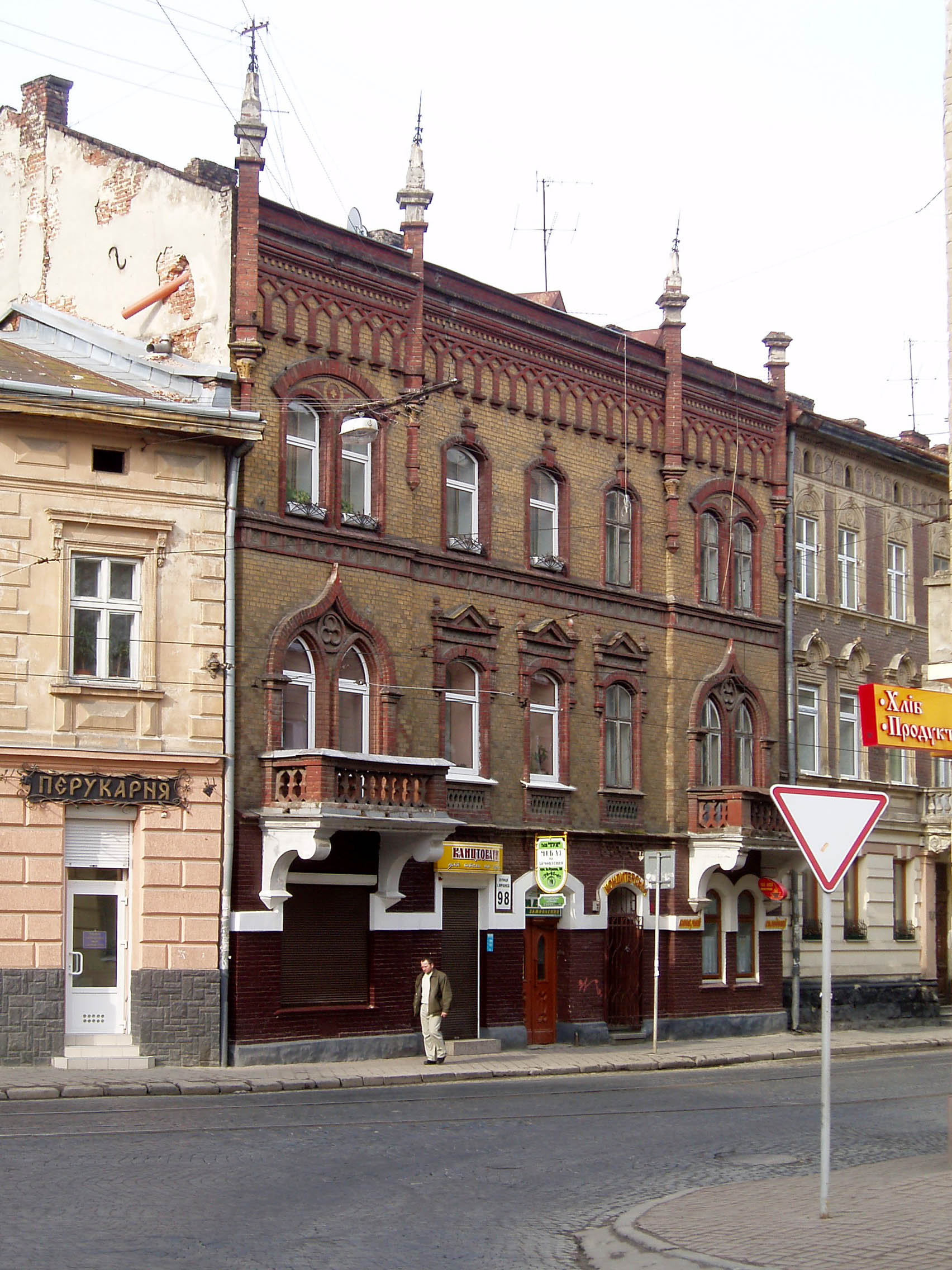
Вулиця Франка, 98
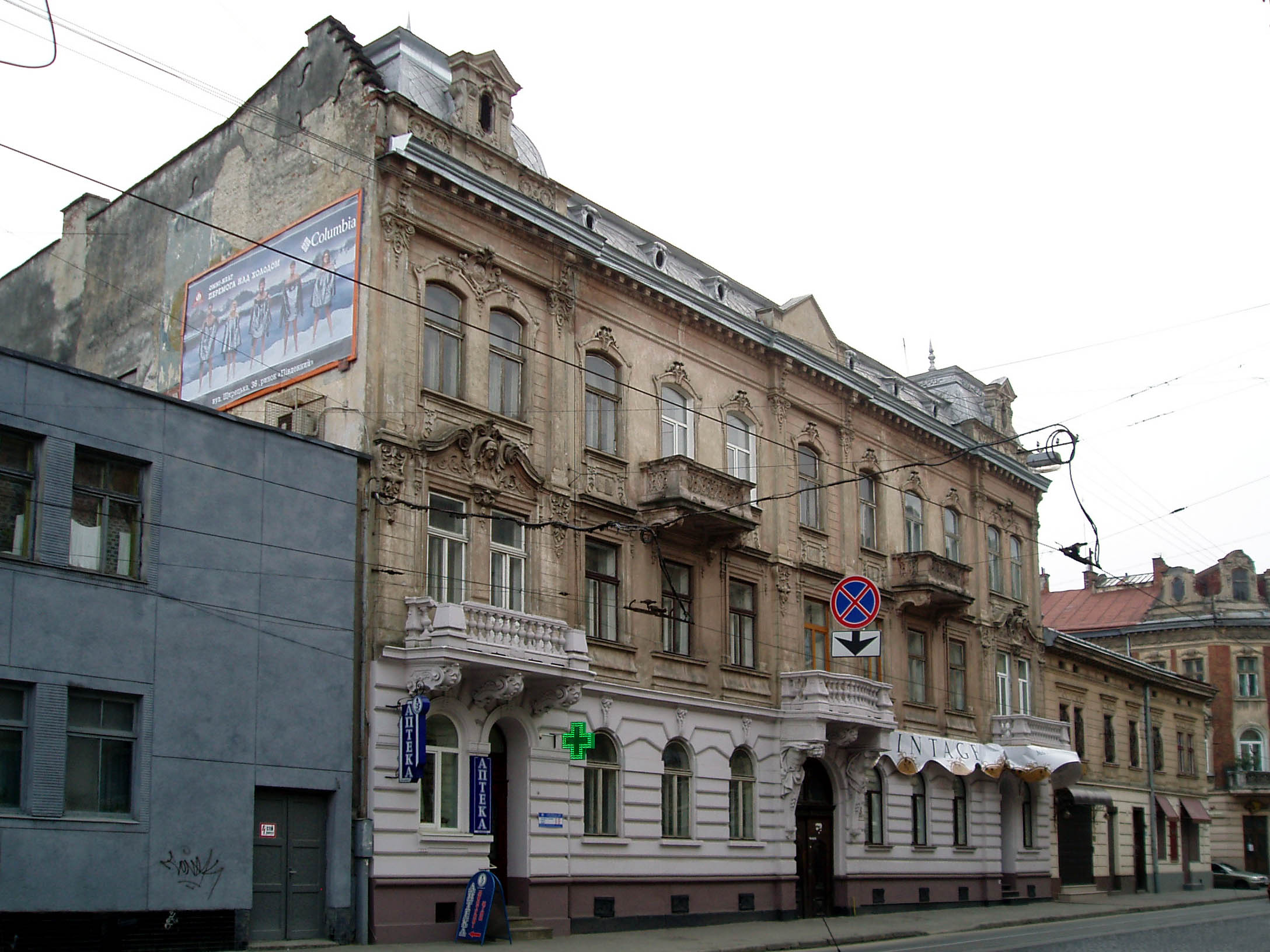
Вулиця Франка, 43
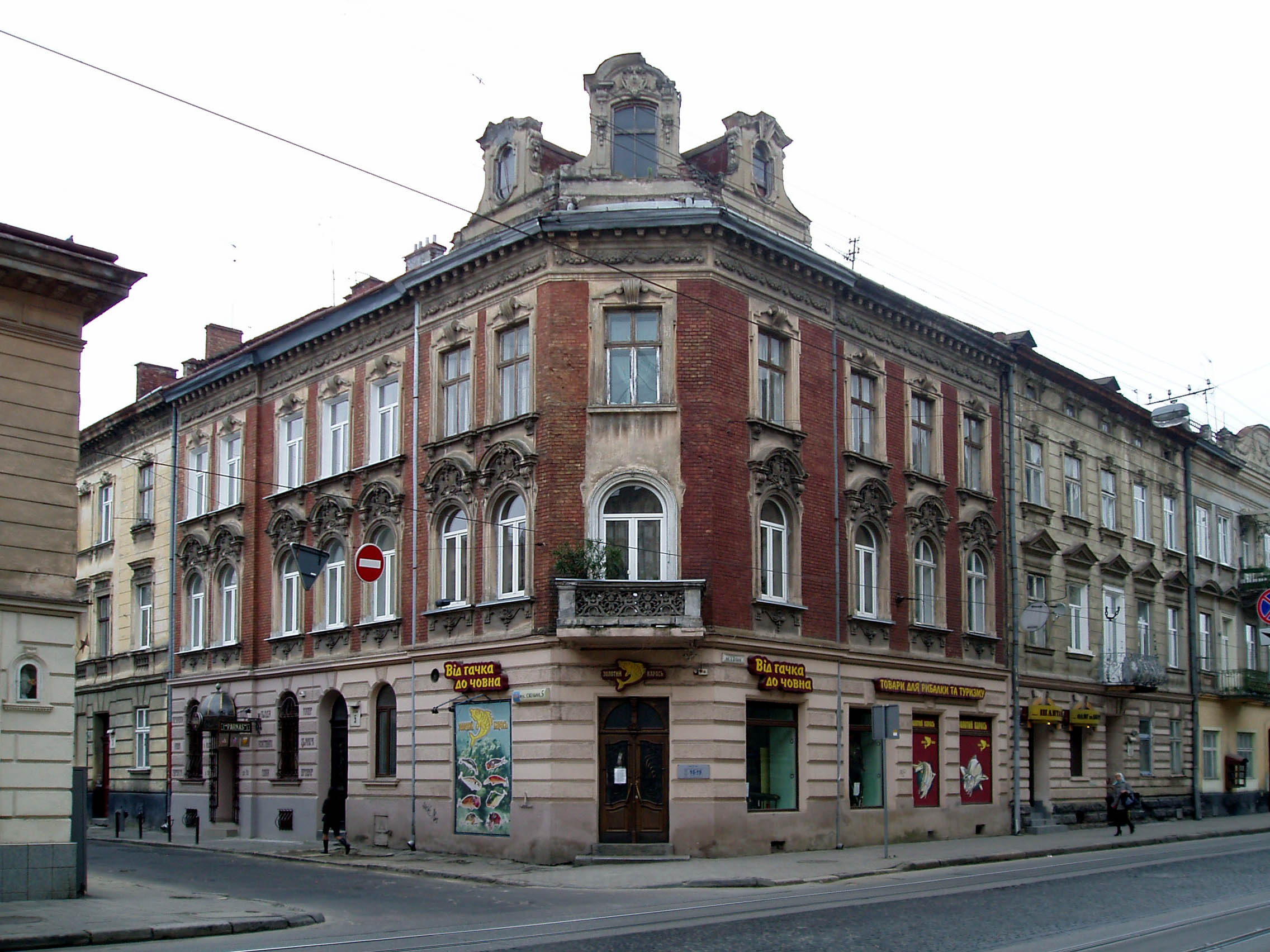
Вулиця Скельна, 5
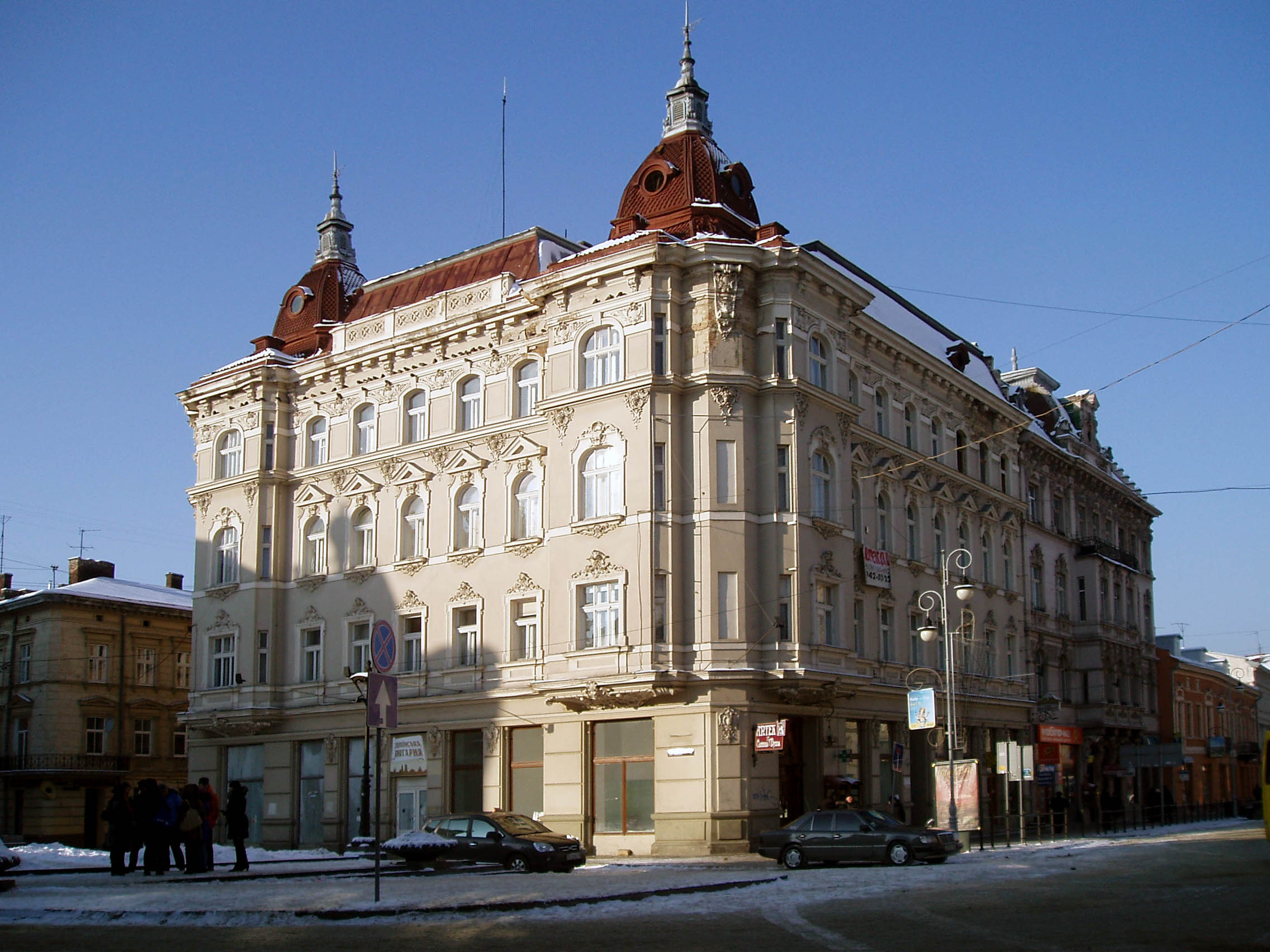
Проспект Шевченка, 28